# Juba
Juba (în arabă جوبا) este capitala și cel mai populat oraș al republicii Sudanul de Sud. Până în 2011, a făcut parte din Sudan, fiind atunci reședinta statului Ecuatoria Centrală. În 2017, populația orașului a fost estimată la 525.000 locuitori. Juba este traversat de către Nilul Alb.
Juba a fost fondată în 1920–1921 de către Societatea Misionară a Bisericii (CMS) într-un mic sat din Bari, numit și Juba. Orașul a devenit capitala provinciei Mongalla la sfârșitul anilor 1920. Creșterea orașului s-a accelerat în urma semnării Acordului de Pace Global în 2005,  care a făcut din Juba capitala Guvernului Autonom al Sudanului de Sud. Juba a devenit capitala Sudanului de Sud în 2011, după independența sa, dar partidele influente au dorit ca Ramciel să fie capitala. Guvernul a anunțat mutarea capitalei la Ramciel, dar aceasta nu a avut loc încă.

## Clima
Climatul orașului este de Savană tropicală, notat cu Aw pe sistemul de clasificare climatic Köppen.
| Date climatice pentru Juba (1971–2000)                                                                   | Date climatice pentru Juba (1971–2000) | Date climatice pentru Juba (1971–2000) | Date climatice pentru Juba (1971–2000) | Date climatice pentru Juba (1971–2000) | Date climatice pentru Juba (1971–2000) | Date climatice pentru Juba (1971–2000) | Date climatice pentru Juba (1971–2000) | Date climatice pentru Juba (1971–2000) | Date climatice pentru Juba (1971–2000) | Date climatice pentru Juba (1971–2000) | Date climatice pentru Juba (1971–2000) | Date climatice pentru Juba (1971–2000) | Date climatice pentru Juba (1971–2000) |
| Luna | Ian                                    | Feb                                    | Mar                                    | Apr                                    | Mai                                    | Iun                                    | Iul                                    | Aug                                    | Sep                                    | Oct                                    | Nov                                    | Dec                                    | Anual                                  |
| --- | -------------------------------------- | -------------------------------------- | -------------------------------------- | -------------------------------------- | -------------------------------------- | -------------------------------------- | -------------------------------------- | -------------------------------------- | -------------------------------------- | -------------------------------------- | -------------------------------------- | -------------------------------------- | -------------------------------------- |
| Maxima medie °C (°F)                                                                                     | 36.8 (98,2)                            | 37.9 (100,2)                           | 37.7 (99,9)                            | 35.4 (95,7)                            | 33.5 (92,3)                            | 32.4 (90,3)                            | 31.1 (88)                              | 31.6 (88,9)                            | 33.1 (91,6)                            | 34 (93)                                | 34.7 (94,5)                            | 35.9 (96,6)                            | 34,5 (94,1)                            |
| Media zilnică °C (°F)                                                                                    | 28.2 (82,8)                            | 29.3 (84,7)                            | 29.9 (85,8)                            | 28.7 (83,7)                            | 27.6 (81,7)                            | 26.5 (79,7)                            | 25.6 (78,1)                            | 25.5 (77,9)                            | 26.4 (79,5)                            | 26.9 (80,4)                            | 27.4 (81,3)                            | 27.5 (81,5)                            | 27,46 (81,42)                          |
| Minima medie °C (°F)                                                                                     | 20.1 (68,2)                            | 21.7 (71,1)                            | 23.6 (74,5)                            | 23.4 (74,1)                            | 22.6 (72,7)                            | 21.9 (71,4)                            | 21.1 (70)                              | 21 (70)                                | 21.1 (70)                              | 21.3 (70,3)                            | 20.9 (69,6)                            | 20 (68)                                | 21,6 (70,9)                            |
| Minima istorică °C (°F)                                                                                  | 12 (54)                                | 14.1 (57,4)                            | 16.6 (61,9)                            | 16.5 (61,7)                            | 16.8 (62,2)                            | 14 (57)                                | 13.3 (55,9)                            | 16.7 (62,1)                            | 15.5 (59,9)                            | 17.2 (63)                              | 15.8 (60,4)                            | 13.9 (57)                              | 12 (54)                                |
| Ploaie mm (inches)                                                                                       | 5.1 (0.201)                            | 11 (0.43)                              | 36.7 (1.445)                           | 111.5 (4.39)                           | 129.9 (5.114)                          | 117.8 (4.638)                          | 144.7 (5.697)                          | 127.5 (5.02)                           | 103.7 (4.083)                          | 114.5 (4.508)                          | 43.1 (1.697)                           | 8.2 (0.323)                            | 953,7 (37,547)                         |
| Umiditate [%]                                                                                            | 44                                     | 42                                     | 51                                     | 64                                     | 73                                     | 76                                     | 81                                     | 80                                     | 77                                     | 73                                     | 69                                     | 53                                     | 65                                     |
| Nr. mediu de zile ploioase (≥ 0.1 mm)                                                                    | 1.4                                    | 2                                      | 6.6                                    | 11.6                                   | 12.4                                   | 10.3                                   | 13                                     | 11.5                                   | 8.6                                    | 10.4                                   | 6.5                                    | 1.9                                    | 96,2                                   |
| Ore însorite                                                                                             | 279                                    | 235.2                                  | 210.8                                  | 198                                    | 207.7                                  | 207                                    | 182.9                                  | 204.6                                  | 228                                    | 241.8                                  | 237                                    | 260.4                                  | 2.692,4                                |
| Sursa nr. 1: World Meteorological Organization, Climate-Data.org, altitude: 497m (for mean temperatures) |                                        |                                        |                                        |                                        |                                        |                                        |                                        |                                        |                                        |                                        |                                        |                                        |                                        |
| Sursa nr. 2: NOAA                                                                                        |                                        |                                        |                                        |                                        |                                        |                                        |                                        |                                        |                                        |                                        |                                        |                                        |                                        |